# 11 PM
"11 PM" é uma música gravada pelo cantor colombiano Maluma, lançada como single para seu quarto álbum de estúdio, 11:11. A música foi lançada como o segundo single do álbum em 17 de maio de 2019. A música atingiu o número 11 na parada Billboard Hot Latin Songs.

## Vídeo musical
O videoclipe da música foi lançado no mesmo dia da música. Foi dirigido por Nuno Gomes e já acumulou mais de 195 milhões de visualizações. Maluma interpreta um cara normal que está vendo uma garota rica. Ela tem um namorado que a maltrata, mas seus pais querem que ela namore com ele porque ele tem dinheiro. Maluma insiste em passar um tempo com ela.

## Desempenho nas paradas musicais
| Tabela musical (2019)                           | Maior posição |
| ----------------------------------------------- | ------------- |
| Argentina (Argentina Hot 100)                   | 6             |
| Colômbia (National-Report)                      | 2             |
| Espanha (PROMUSICAE)                            | 13            |
| Estados Unidos (Bubbling Under Hot 100 Singles) | 14            |
| Estados Unidos (Billboard Hot Latin Songs)      | 11            |
| Itália (FIMI)                                   | 95            |
| México (Billboard Mexico Airplay)               | 1             |
| Suíça (Schweizer Hitparade)                     | 50            |

## Vendas e certificações
| Região | Certificação          | Vendas     |          |
| --- | --------------------- | ---------- | -------- |
| scope="row" style="background-color: #f2f2f2;"                                                               | Espanha (PROMUSICAE)  | Platina    | 40,000^  |
| scope="row" style="background-color: #f2f2f2;"                                                               | Estados Unidos (RIAA) | 7× Platina | 420,000‡ |
| ^distribuições baseadas apenas na certificação ‡vendas+valores de streaming baseados somente na certificação |                       |            |          |